# Mia Eriksson
För skådespelaren med samma namn, se Mia Eriksson (skådespelare).
Mia Louise Eriksson, född 20 juni 1987 i Gällivare, är en svensk längdskidåkare.
Eriksson tävlade på världscupsnivå med skidlandslaget och nationellt för Piteå Elit. Hon har två 9:e platser som bästa resultat i världscupen (sprinten i Düsseldorf den 20 december 2008 och sprinten i Düsseldorf den 3 december 2011)